# جیمی ستل

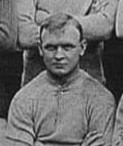
جیمی ستل - ۱۹۰۶

جیمی ستل (به انگلیسی: Jimmy Settle) زادهٔ ۱۸۷۴ بازیکن فوتبال اهل انگلستان بود که سابقهٔ بازی در تیم ملی فوتبال انگلستان را در کارنامهٔ خود دارد. وی در تاریخ ۱۸ فوریه ۱۸۹۹ نخستین بازی ملی خود را در مقابل تیم ملی فوتبال ایرلند انجام داد و با حضور در ۶ بازی ملی، در تاریخ ۱۴ فوریه ۱۹۰۳ واپسین بازی ملی‌اش را در برابر تیم ملی فوتبال ایرلند برگزار کرد.
این بازیکن توانسته در بازی‌های ملی، ۶ گل به ثمر برساند.